# Olios admiratus
Olios admiratus is een spinnensoort uit de familie van de jachtkrabspinnen (Sparassidae).
De wetenschappelijke naam van de soort werd in 1901 als Sparassus admiratus gepubliceerd door Reginald Innes Pocock.